# Font de la Rectoria
La Font de la Rectoria és una font de broc al poble de Canalda, pertanyent al municipi d'Odèn, al Solsonès. És a 1.194,5 metres d'altitud, a prop i al nord-est de la rectoria de Canalda, en el costat de llevant del camí de Canalda. Era la font del poble de Canalda, i l'aigua s'agafava d'una mina 300 metres més amunt de la font. L'aigua va a parar a un gran dipòsit de pedra fet d'una sola peça. L'aigua sobrant es recollia en un dipòsit de pedra i es feia servir per a regar els horts de la rectoria.